# Латковский, Сильвестр
Сильвестр Латковский (пол. Sylwester Latkowski, р. 1966, Эльблонг) — польский кинорежиссёр-документалист, журналист, писатель.

## Фильмография
- Это мы, регбисты (пол. To my, rugbiści) — 2000 (фильм о регби в Польше)
- Блокерсы (пол. Blokersi) — 2001 (фильм о польской хип-хоп культуре)
- PUB 700, 2002 — о джазовом музыканте Лешеке Можджере
- Gwiazdor (Звезда), 2002 — о певце Михаиле Вишневском
- Nakręceni, czyli szołbiznes po polsku (2003)
- Клетка («Klatka», 2003) — о польских футбольных хулиганах
- Kamilianie (2003)
- Śledczak («СИЗО»), 2004
- Pedofile («Педофилы»), 2005
- Убить Папалу (пол. Zabić Papałę) — 2008[2]